# Бойен, Герман фон
Леопольд Герман Людвиг фон Бойен (нем. Leopold Hermann Ludwig von Boyen; 1771—1848) — прусский фельдмаршал, военный министр Пруссии.

## Биография
Родился в 1771 году в Крейцбурге (Восточная Пруссия)
В 1784 году поступил юнкером в Ангальтский пехотный полк, которым впоследствии командовал. Получив недостаточное образование, посещал в чине подпоручика, Кёнигсбергское военное училище; здесь слушал лекции Канта и Крауса, влияние которых оказалось весьма плодотворным.
В 1794 году участвовал в войне против повстанцев Костюшко, в звании адъютанта генерала фон Гюнтера.
В кампании 1806 года тяжело ранен в сражении при Ауэрштедте. В 1807 году состоял прусским делегатом при генерале Тучкове. По заключении Тильзитского мира произведён в майоры; находясь уже в генеральном штабе, назначен членом военно-реорганизационной комиссии, учреждённой для введения обязательной воинской повинности и энергично поддерживал её председателя Шарнгорста. Затем получил место начальника 1-го отделения военного департамента общих дел.
В 1808 году в Кёнигсберге был принят в масонскую ложу «К трём коронам».
В 1811 году при начале осложнений между Францией и Россией Бойен был сторонником оказания поддержки России. В 1812 году, после того как Пруссия выступила на стороне Франции, Бойен из-за несогласия вышел в отставку и уехал в Вену, а затем и в Санкт-Петербург.
В 1813 году опять вступил на службу, и в начале кампании против французов состоял при главной квартире Кутузова. В том же году произведён в генерал-майоры.
Бойен участвовал в сражениях при Люцене, Гроссбеерне, Денневице, Лейпциге и под Парижем, в звании начальника штаба 3-го корпуса Бюлова. После битвы при Люцене ему была поручена организация обороны Берлина посредством ландштурма. 2 марта 1815 года российский император Александр I пожаловал Бойену орден Св. Георгия 3-й степени (№ 382 по кавалерским спискам)
В ознаменование отличной храбрости и подвигов, оказанных в минувшую кампанию против французов.
По заключении Парижского мира, Бойен был поставлен во главе военного министерства.
Произведённый в 1818 году в генерал-лейтенанты, вследствие разногласий с королём Фридрихом Вильгельмом III по вопросу о ландвере (оставить ли его в ведении военного или гражданского ведомства) Бойен в 1819 году подал в отставку.
В 1833 году он был назначен президентом комиссии по сокращению издержек на содержание армии. В 1841 году, по восшествии на престол Фридриха Вильгельма IV, Бойену снова был предложен пост военного министра, по принятии которого он был произведён в генералы от инфантерии.
При Бойене возведены линия укреплений у Летцена и Остероде, когда на основании опыта войны 1813 года, признано было необходимым иметь в стране небольшие укреплённые опорные пункты для народной войны; при нём же введено игольчатое ружье.
19 ноября 1842 года Бойен был избран почётным гражданином Берлина.
7 октября 1847 года Бойен вышел в отставку с чином генерал-фельдмаршала. Скончался в Берлине 5 февраля 1848 года.
Небольшая крепость в южной части Восточной Пруссии, недалеко от окружного города Лётцена, которая была построена в 1875 году, была названа его именем.

## Награды
Королевства Пруссия:
- Орден Красного орла 3-го класса (1810)
- Железный крест 1-го и 2-го класса на чёрной ленте (1813)[7]
- Орден «Pour le Mérite» с дубовыми листьями (3 июня 1814)[8]
- Орден Красного орла 2-го класса с дубовыми листьями (1815)
- Орден Красного орла 1-го класса с дубовыми листьями (1815)[9]
- Медаль в память войны 1813/15 годов[нем.]
- Крест за выслугу лет[нем.] (25 лет выслуги) (1825)
- Орден Чёрного орла (18 июня 1841); бриллиантовые украшения (7 апреля 1844); цепь ордена (10 апреля 1847)[10]

Российской империи:
- Орден Святого Георгия 3-го класса (2 марта 1815)
- Орден Святого Александра Невского (6 сентября 1843)
- Орден Святого апостола Андрея Первозванного (6 сентября 1843)[11]

Прочие:
- Орден Меча, рыцарский крест (1-го класса) (1813, королевство Швеция)
- Орден Военных заслуг, командорский крест (королевство Франция)
- Австрийский императорский орден Леопольда, большой крест (Австрийская империя)
- Королевский Гвельфский орден, большой крест (1843, королевство Ганновер)[12]
- Орден Нидерландского льва, большой крест (1842, королевство Нидерланды)

## Память
В посёлке Славское (бывшем городе Кройцбурге) имеется памятник. В Калининграде на Бранденбургских воротах есть медальон с изображением портрета фельдмаршала.